# Лютенські Будища
Лютенські Бу́дища — село в Україні, у Зіньківській міській громаді Полтавського району Полтавської області. Населення становить 1562 осіб. До 2020 орган місцевого самоврядування — Лютенсько-Будищанська сільська рада.

## Географія
Село розташоване на відстані 2-х км від правого берега річки Грунь-Ташань. На відстані 1,5 км розташоване село Троянівка. Селом протікає струмок.
Біля села розташований зоологічний заказник «Сухий Яр».

## Походження назви
Про походження назви існує дві легенди. В одній розповідається, що село заснували вихідці з містечка Лютеньок Гадяцького повіту. Рятуючись від набігів татар і експлуатації польських панів, вони ховалися в лісі й будували тимчасові житла — будки. Ці будки й поклали початок новому селу.
За іншою легендою, назва села походить від межового знаку — будки, що стояла між Лютенькою і Зіньковом. Поселення, що виникло близько будки, почало називатися Будища, а трохи пізніше — Лютенські Будища, бо воно входило до складу Лютенської сотні Зінківского полку.

## Історія
Село виникло в середині 17 століття.
У 1658 році жителі села брали участь у повстаннях проти І. Виговського та польської шляхти, а в 1708—1709 роках боролися проти шведів.
Входило до Зіньківської сотні. З 1781 року — до Чернігівського намісництва, 1796 року — Малоросійської, 1802 року — Полтавської губернії.
Належало родині Бороховичів.
У 1779 році в містечку засновано однокласну церковно-парафіяльну школу. Наприкінці XIX століття працювало 2 початкові земські училища, де навчалось 179 дітей.
Станом на 1885 рік у колишньому державному та власницькому селі Бірківської волості Зіньківського повіту мешкало 3170 осіб, налічувалось 629 дворових господарств, існували 2 православні церкви, школа, богодільня, постоялий будинок, базари по суботах, 72 вітряних млини.
У 1890 році Лютенські Будища стали окремої центром однойменної волості.
За переписом 1897 року кількість мешканців зросла до 4381 особи (2114 чоловічої статі та 2267 — жіночої), з яких 4365 — православної віри.
На фронтах Першої світової війни полягло близько 200 жителів села.
У січні 1918 року була встановлена радянська влада. Почалось розкуркулення. Та діяльність радянських органів перервав наступ німецьких військ, що захопили село в квітні 1918 року. Наприкінці цього ж року село були звільнені від іноземців, влада перейшла до прибічників Директорії. У січні 1919 року знову встановлено радянську владу, а в липні у село ввірвалися
денікінці, які володарювали в селі до грудня 1919 року.
1930 року в Лютенських Будищах було створено 9 колгоспів.
Жертвою голодомору 1932—1933 років стало 99 осіб.
1938 року було відкрито семирічну школу та бібліотеку. Функціонував Будинок культури.
Село у часи німецько-радянської війни було окуповане нацистськими військами з 6 жовтня 1941 до 7 вересня 1943 року. Гітлерівці завдали селу багато збитків. Було страчено 20 односельців. До Німеччини на примусові роботи вивезено 412 чоловік, розграбовано майно жителів, вкрадено понад 760 голів худоби. загинуло на фронтах односельчан. 7 вересня 1943 року війська Воронезького фронту визволили Лютенські Будища. Понад 600 жителів брало участь у військових діях на фронтах, з них 257 нагороджено орденами та медалями.
До кінця 1944 року було відбудовано більшість колгоспів та школу. У 1966—1967 навчальному році за шкільні парти сіло близько 600 учнів. Навчальний процес тоді організовували 36 педагогів. При школі відкрився інтернат.
1971 року були проведені географічні розкопки, у результаті яких поблизу села було виявлено поселення черняхівської культури, а ближче до села поселення середини 1 тис. до н. е.
12 червня 2020 року, відповідно до розпорядження Кабінету Міністрів України № 721-р «Про визначення адміністративних центрів та затвердження територій територіальних громад Полтавської області», село увійшло до складу Зіньківської міської громади.
19 липня 2020 року, в результаті адміністративно - територіальної реформи та ліквідації Зіньківського району, село увійшло до складу новоутвореного Полтавського району Полтавської області.

## Населення
За переписом 1859 року село козацьке, 582 двори, 3594 жителя. 1863 року — 576 дворів, 3572 жителя.
У 1900 році в селі Зіньківського повіту діяло 3 сільські громади. Всього господарств — 833, жителів — 4889. 1910 року нараховувалось 905 дворів, 4563 жителя, 3 школи (2 земських і церковно-парафіяльна).
У 1926 році у Лютенських Будищах у 1020 дворах проживало 4865 жителів. Станом на 1960 рік у селі мешкало 3199 осіб, а на початку XXI століття їх кількість зменшилась до 1 562.
| 1859  | 1863  | 1885  | 1890  | 1897  | 1900  | 1910  | 1926  | 1960  | 1990  | 2001  |
| ----- | ----- | ----- | ----- | ----- | ----- | ----- | ----- | ----- | ----- | ----- |
| 3 594 | 3 572 | 3 170 | 4 017 | 4 381 | 4 889 | 4 563 | 4 865 | 3 199 | 1 890 | 1 562 |
|       | ▼     | ▼     | ▲     | ▲     | ▲     | ▼     | ▲     | ▼     | ▼     | ▼     |

### Мова
Розподіл населення за рідною мовою за даними перепису 2001 року:
| Мова       | Кількість | Відсоток |
| ---------- | --------- | -------- |
| українська | 1541      | 98.66%   |
| російська  | 20        | 1.28%    |
| білоруська | 1         | 0.06%    |
| Усього     | 1562      | 100%     |

## Інфраструктура
У селі знаходяться:
- ЗОШ І-ІІІ ступенів;
- Дошкільний навчальний заклад;
- Будинок культури (350 місць);
- бібліотека (12,5 тис. одиниць зберігання;
- дільнична лікарня;
- фельдшерсько-акушерський пункт;
- відділення зв'язку.

## Економіка
- 9 фермерських селянських господарств
- молочно-товарна ферма

## Архітектура
- Меморіальний комплекс: надгробок на братській могилі радянських воїнів, полеглим 1943 року при визволенні села (збудований 1957 року);
- пам'ятник воїнам-односельчанам, загиблим у роки німецько-радянської війни (збудований 1957 року);
- пам'ятник Кірову С. М.

### Культові споруди
- Хрестовоздвиженська церква УПЦ МП — дерев'яна, освячена 1854 році. У жовтні 1906 року поставлена на мурований цоколь, тоді ж до церкви була прибудована дзвіниця. У 1940-х роках розібрана. Відновлена 1992 року.
- Преображенська церква (нині неіснуюча) — проіснувала до 1799 року. Згодом була приписана до Хрестовоздвиженської церкви.

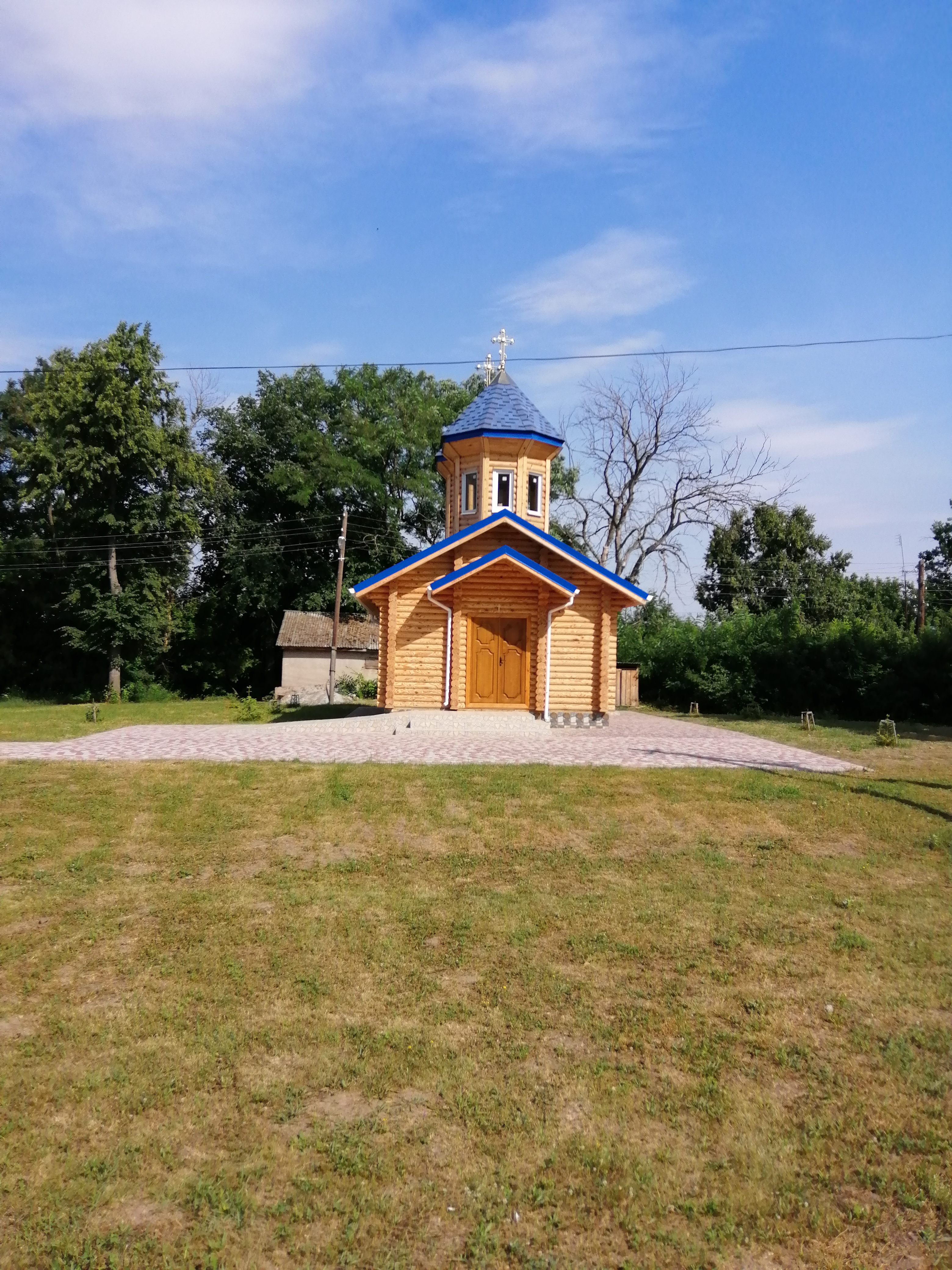
Церква с.Лютенські Будища 2019
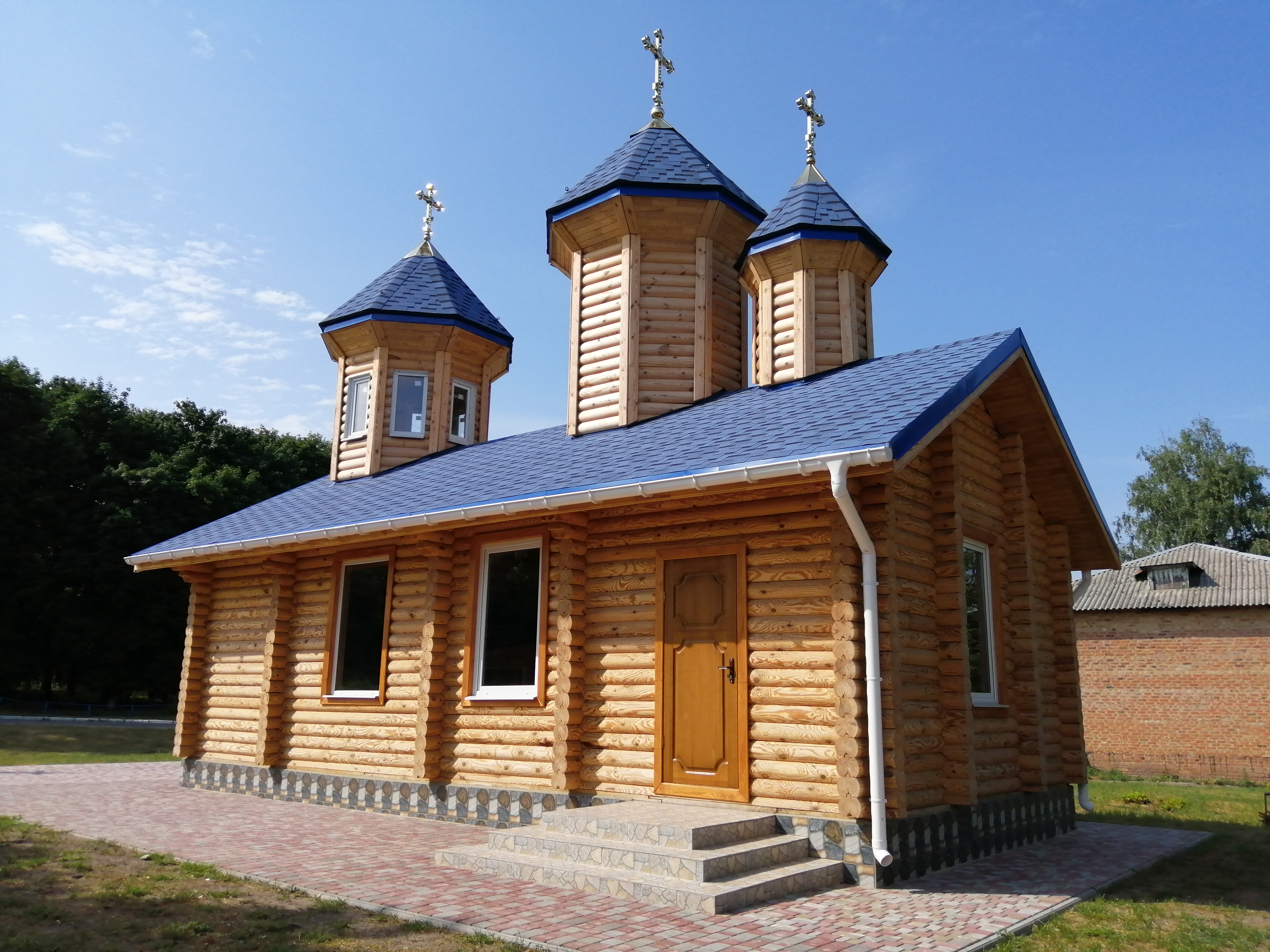
Церква с.Лютенські Будища 2019

## Відомі люди
- Курдиновський Василь Григорович — педагог-словесник, краєзнавець (історик сільських церков).
- Бажан Платон Артемович — військовий топограф, старшина Дієвої армії Української Народної Республіки. Батько поета Миколи Бажана.
- Шевченко Григорій Панасович — полярник, учасник двох Радянських Антарктичних експедицій.